# جون دبليو. نوبل
جون دبليو. نوبل (بالإنجليزية: John W. Noble)‏ هو كاتب سيناريو أمريكي، ولد في 24 يونيو 1880 في مقاطعة ألبمارل في الولايات المتحدة، وتوفي في 10 سبتمبر 1946.

## وصلات خارجية
- جون دبليو. نوبل على موقع IMDb (الإنجليزية)
- جون دبليو. نوبل على موقع أول موفي (الإنجليزية)
- جون دبليو. نوبل على موقع قاعدة بيانات الأفلام السويدية (السويدية)
- جون دبليو. نوبل على موقع قاعدة بيانات الفيلم (الإنجليزية)
- جون دبليو. نوبل على موقع كينوبويسك (الروسية)